# Asclepias disparilis
Asclepias disparilis är en oleanderväxtart som beskrevs av Nicholas Edward Brown. Asclepias disparilis ingår i släktet sidenörter, och familjen oleanderväxter. Inga underarter finns listade i Catalogue of Life.